# UCI America Tour 2013
Die UCI America Tour 2013 ist die neunte Austragung des zur Saison 2005 vom Weltradsportverband UCI eingeführten amerikanischen Straßenradsport-Kalenders unterhalb der UCI ProTour (seit 2011: UCI WorldTour), der zu den UCI Continental Circuits gehört. Die Saison beginnt am 1. Oktober 2012 und endet am 30. September 2013.
Die Eintagesrennen und Etappenrennen der UCI America Tour sind in drei Kategorien (HC, 1 und 2) eingeteilt. Bei jedem Rennen werden Punkte für eine Wertung vergeben. An dieser Wertung nehmen die Professional Continental Teams und die Continental Teams teil. An den einzelnen Rennen können auch ProTeams teilnehmen, die von Fahrern der ProTeams erzielten Platzierungen bleiben aber für das Ranking außer Betracht.

## Gesamtstand
(Endstand: 30. September 2013)
| Platz | Fahrer            |                    | Team | Punkte |
| ----- | ----------------- | ------------------ | ---- | ------ |
| 1.    | Janier Acevedo    | Kolumbien          | JSH  | 247    |
| 2.    | Óscar Sánchez     | Kolumbien          |      | 180    |
| 3.    | Ryan Anderson     | Kanada             | OPT  | 165    |
| 4.    | Kiel Reijnen      | Vereinigte Staaten | UHC  | 138    |
| 5.    | Francisco Mancebo | Spanien            | 5HR  | 130    |
| 6.    | Daniel Díaz       | Argentinien        | SLS  | 129,67 |
| 7.    | Jonathan Millán   | Kolumbien          |      | 120    |
| 8.    | Óscar Soliz       | Bolivien           |      | 118    |
| 9.    | Óscar Sevilla     | Spanien            | EPM  | 115    |
| 10.   | Philip Deignan    | Irland             | UHC  | 113    |
| 11.   | Alex Diniz        | Brasilien          | FUN  | 103    |
| 12.   | Jonathan Paredes  | Kolumbien          |      | 100    |
| 13.   | Juan Murillo      | Venezuela          |      | 96     |
| 14.   | Juan Magallanes   | Mexiko             |      | 93     |
| 15.   | Ignacio Sarabia   | Mexiko             |      | 91     |
| 16.   | Richard Carapaz * | Ecuador            |      | 85     |
| 17.   | Magno Nazaret     | Brasilien          | FUN  | 83     |
| 18.   | Fred Rodriguez    | Vereinigte Staaten | JBC  | 82     |
| 19.   | Byron Guamá       | Ecuador            |      | 77     |
| 20.   | Stiver Ortiz      | Kolumbien          | EPM  | 73,67  |
|       | ...               |                    |      |        |
| 82.   | Yannick Mayer *   | Deutschland        |      | 30     |
| 147.  | Silvan Dillier    | Schweiz            |      | 18     |
| 174.  | Daniel Schorn     | Osterreich         | TNE  | 14     |

| Platz | Team                                    |                     | Punkte |
| ----- | --------------------------------------- | ------------------- | ------ |
| 1.    | UnitedHealthcare Pro Cycling Team       | Vereinigte Staaten  | 441    |
| 2.    | Optum-Kelly Benefit Strategies          | Vereinigte Staaten  | 366    |
| 3.    | Funvic Brasilinvest-São José dos Campos | Brasilien           | 348    |
| 4.    | Jamis-Hagens Berman                     | Vereinigte Staaten  | 345    |
| 5.    | EPM-UNE                                 | Kolumbien           | 324,67 |
| 6.    | San Luis Somos Todos                    | Argentinien         | 196,68 |
| 7.    | Bontrager Cycling Team                  | Vereinigte Staaten  | 186    |
| 8.    | Jelly Belly-Kenda                       | Vereinigte Staaten  | 179    |
| 9.    | 5 Hour Energy                           | Vereinigte Staaten  | 154    |
| 10.   | Androni Giocattoli-Venezuela            | Italien             | 152    |
| 11.   | Clube DataRo de Ciclismo                | Brasilien           | 128    |
| 12.   | 472-Colombia                            | Kolumbien           | 116    |
| 13.   | Vini Fantini-Selle Italia               | Italien             | 101    |
| 14.   | Colombia Coldeportes                    | Kolumbien           | 86,68  |
| 15.   | Hincapie Sportswear Development Team    | Vereinigte Staaten  | 74     |
| 16.   | Bissell Cycling                         | Vereinigte Staaten  | 73     |
| 17.   | Champion System                         | China Volksrepublik | 65     |
| 18.   | Team NetApp-Endura                      | Deutschland         | 51     |
| 19.   | Team Plussbank                          | Norwegen            | 50     |
| 20.   | Differdange-Losch                       | Luxemburg           | 48     |

| Platz | Nation                  | Punkte  |
| ----- | ----------------------- | ------- |
| 1.    | Kolumbien               | 1460,07 |
| 2.    | Vereinigte Staaten      | 876,33  |
| 3.    | Venezuela               | 596,87  |
| 4.    | Brasilien               | 512     |
| 5.    | Kanada                  | 416,45  |
| 6.    | Mexiko                  | 405     |
| 7.    | Argentinien             | 381,34  |
| 8.    | Costa Rica              | 295     |
| 9.    | Ecuador                 | 240     |
| 10.   | Bolivien                | 216     |
| 11.   | Guatemala               | 211     |
| 12.   | Belize                  | 140     |
| 12.   | Panama                  | 140     |
| 12.   | El Salvador             | 140     |
| 15.   | Puerto Rico             | 137     |
| 16.   | Dominikanische Republik | 135     |
| 17.   | Aruba                   | 113     |
| 18.   | Chile                   | 97      |
| 19.   | Kuba                    | 84      |
| 20.   | Barbados                | 40      |

| Platz | Nation (U23)       | Punkte |
| ----- | ------------------ | ------ |
| 1.    | Kolumbien          | 330,67 |
| 2.    | Vereinigte Staaten | 266    |
| 3.    | Ecuador            | 90     |
| 4.    | Guatemala          | 72     |
| 5.    | Argentinien        | 58     |
| 6.    | El Salvador        | 57     |
| 7.    | Mexiko             | 53     |
| 8.    | Brasilien          | 48     |
| 9.    | Panama             | 43     |
| 10.   | Barbados           | 40     |
| 11.   | Kanada             | 34     |
| 12.   | Puerto Rico        | 32     |
| 13.   | Chile              | 26     |
| 14.   | Bolivien           | 25     |
| 15.   | Costa Rica         | 21     |
| 16.   | Venezuela          | 15     |
| 17.   | Peru               | 8      |
| 18.   | Belize             | 6      |
| 19.   | Bermuda            | 2      |

* U23-Fahrer

Zu den Regeln der einzelnen Ranglisten: 

## Rennkalender

### Oktober 2012
| Datum   | Rennen                                                     | Kat. | Sieger          | Team                   |
| ------- | ---------------------------------------------------------- | ---- | --------------- | ---------------------- |
| 7.      | Tobago Cycling Classic                                     | 1.2  | Darren Matthews | Barbados               |
| 14.–21. | Tour do Brasil Volta Ciclística de São Paulo-Internacional | 2.2  | Magno Nazaret   | Funvic-Pindamonhangaba |

### November 2012
| Datum   | Rennen            | Kat. | Sieger        | Team                       |
| ------- | ----------------- | ---- | ------------- | -------------------------- |
| 2.–11.  | Vuelta a Bolivia  | 2.2  | Maky Román    | Prodem-Lotería del Táchira |
| 18.–25. | Vuelta Mundo Maya | 2.2  | Giovanny Báez | EPM-UNE                    |

### Dezember 2012
| Datum   | Rennen              | Kat. | Sieger        | Team                |
| ------- | ------------------- | ---- | ------------- | ------------------- |
| 17.–29. | Vuelta a Costa Rica | 2.2  | Óscar Sánchez | GW Shimano-Colombia |

### Januar
| Datum   | Rennen                   | Kat. | Sieger             | Team                                    |
| ------- | ------------------------ | ---- | ------------------ | --------------------------------------- |
| 6.      | Copa América de Ciclismo | 1.2  | Francisco Chamorro | Funvic Brasilinvest-São José dos Campos |
| 11.–20. | Vuelta al Táchira        | 2.2  | Yeison Delgado     | Kino Táchira-Drodínica                  |
| 21.–27. | Tour de San Luis         | 2.1  | Daniel Díaz        | San Luis Somos Todos                    |
| 31.–10. | Vuelta Ciclista de Chile | 2.2  | abgesagt           |                                         |

### Februar
| Datum   | Rennen               | Kat. | Sieger   | Team |
| ------- | -------------------- | ---- | -------- | ---- |
| 15.–17. | Vuelta a Puerto Rico | 2.2  | abgesagt |      |

### März
| Datum   | Rennen                        | Kat. | Sieger   | Team |
| ------- | ----------------------------- | ---- | -------- | ---- |
| 10.–17. | Vuelta Mexico                 | 2.2  | abgesagt |      |
| 15.–19. | Giro do Interior de São Paulo | 2.2  | abgesagt |      |

### April
| Datum   | Rennen             | Kat. | Sieger        | Team       |
| ------- | ------------------ | ---- | ------------- | ---------- |
| 21.–28. | Vuelta a Guatemala | 2.2  | Óscar Sánchez | GW Shimano |

### Mai
| Datum   | Rennen                                           | Kat. | Sieger             | Team                              |
| ------- | ------------------------------------------------ | ---- | ------------------ | --------------------------------- |
| 1.–5.   | Tour of the Gila                                 | 2.2  | Philip Deignan     | UnitedHealthcare Pro Cycling Team |
| 2.      | Panamerikameisterschaft – Einzelzeitfahren       | 2.2  | Carlos Oyarzun     | Chile                             |
| 2.      | Panamerikameisterschaft – Einzelzeitfahren (U23) | 2.2  | José Rodríguez     | Chile                             |
| 5.      | Panamerikameisterschaft – Straßenrennen          | 2.2  | Jonathan Paredes   | Kolumbien                         |
| 5.      | Panamerikameisterschaft – Straßenrennen (U23)    | 2.2  | Richard Carapaz    | Ecuador                           |
| 12.–19. | Kalifornien-Rundfahrt                            | 2.HC | Tejay van Garderen | BMC Racing Team                   |
| 29.–2.  | Volta do Paraná                                  | 2.2  | abgesagt           |                                   |

### Juni
| Datum   | Rennen                           | Kat.   | Sieger                           | Team                              |
| ------- | -------------------------------- | ------ | -------------------------------- | --------------------------------- |
| 1.–2.   | Clásico San Antonio de Padua     | 2.2    | als nationales Event ausgetragen |                                   |
| 2.      | The Philadelphia Cycling Classic | 1.2    | Kiel Reijnen                     | UnitedHealthcare Pro Cycling Team |
| 7.–9.   | Coupe des Nations Ville Saguenay | 2.Ncup | Sondre Holst Enger               | Norwegen                          |
| 9.–16.  | Ruta del Centro                  | 2.2    | abgesagt                         |                                   |
| 9.–23.  | Vuelta a Colombia                | 2.2    | Óscar Sevilla                    | EPM-UNE                           |
| 11.–16. | Tour de Beauce                   | 2.2    | Nathan Brown                     | Bontrager Cycling Team            |

### Juli
| Datum   | Rennen             | Kat. | Sieger       | Team                         |
| ------- | ------------------ | ---- | ------------ | ---------------------------- |
| 7.      | Tour de Delta      | 1.2  | Steve Fisher | Hagens Berman Cycling        |
| 7.      | The Keystone Open  | 1.2  | abgesagt     |                              |
| 19.–28. | Vuelta a Venezuela | 2.2  | Carlos Ochoa | Androni Giocattoli-Venezuela |

### August
| Datum   | Rennen                    | Kat. | Sieger             | Team                    |
| ------- | ------------------------- | ---- | ------------------ | ----------------------- |
| 2.–4.   | Tour of Elk Grove         | 2.1  | Elia Viviani       | Cannondale Pro Cycling  |
| 6.–11.  | Tour of Utah              | 2.1  | Tom Danielson      | Garmin Sharp            |
| 6.–11.  | Ruta del Centro           | 2.2  | Víctor García      | Depredadores PBG Design |
| 14.–18. | Vuelta al Sur de Bolivia  | 2.2  | Óscar Soliz        | Pio Rico                |
| 19.–25. | USA Pro Cycling Challenge | 2.HC | Tejay van Garderen | BMC Racing Team         |
| 28.–1.  | Tour do Rio               | 2.2  | Óscar Sevilla      | EPM-UNE                 |

### September
| Datum | Rennen               | Kat. | Sieger       | Team                              |
| ----- | -------------------- | ---- | ------------ | --------------------------------- |
| 3.–8. | Tour of Alberta      | 2.1  | Rohan Dennis | Garmin Sharp                      |
| 7.    | Bucks County Classic | 1.2  | Kiel Reijnen | UnitedHealthcare Pro Cycling Team |